# Hidrokodon
A hidrokodon (INN:  hydrocodone), más néven dihidrokodeinon (dihydrocodeinone) egy félszintetikus opioid. Kodeinszármazék. A kodein alkoholos OH-csoportjának ketonná oxidálásával állítható elő, ami a hatását erősíti. Erős köhögéscsillapító, emellett jelentős fájdalomcsillapító hatással is rendelkezik (bár e téren erőssége a morfintól messze elmarad).
Színtelen, kristályos, keserű ízű anyag. Alkoholban és híg savakban oldódik. Vízben nem oldódik, ezért gyógyszerekben rendszerint borkősavas sói (hidrogén-tartarát v. bitartarát) formájában alkalmazzák. Eufóriát okoz, így könnyen hozzászokást válthat ki, ezért kábítószernek minősül.

## Készítmények
- Dicodid
- Supracodin
- Vicodin